# Cantone di Saint-Germain-en-Laye-Sud
Il Cantone di Saint-Germain-en-Laye-Sud era una divisione amministrativa dell'Arrondissement di Saint-Germain-en-Laye.
È stato soppresso a seguito della riforma complessiva dei cantoni del 2014, che è entrata in vigore con le elezioni dipartimentali del 2015.
Comprendeva parte del comune di Saint-Germain-en-Laye e i comuni di:
- Aigremont
- Chambourcy